# Campionats del món de ciclocròs de 1952
Els Campionats del món de ciclocròs de 1952 foren la tercera edició dels mundials de la modalitat de ciclocròs i es disputaren el 24 de febrer de 1952 a Ginebra (Suïssa). La competició consistí en una única cursa masculina.

## Resultats
| Prova                | Or                      | Or         | Plata                    | Plata    | Bronze                | Bronze   |
| Cursa elit masculina | Roger Rondeaux · França | 1h 13' 56" | André Dufraisse · França | + 2' 04" | Albert Meier · Suïssa | + 2' 52" |

## Classificació de la prova masculina elit
| Pos. | Ciclista               | País    | Temps      |
| ---- | ---------------------- | ------- | ---------- |
|      | Roger Rondeaux         | França  | 1h 13' 56" |
|      | André Dufraisse        | França  | + 2' 04"   |
|      | Albert Meier           | Suïssa  | +2' 52"    |
| 4    | Pierre Jodet           | França  | +3' 15"    |
| 5    | Sergio Toigo           | Itàlia  | +3' 15"    |
| 6    | Pierre Champion        | Suïssa  | +3' 43"    |
| 7    | Roland Fantini         | Suïssa  | +5' 43"    |
| 8    | Firmin Van Kerrebroeck | Bèlgica | +6' 23"    |
| 9    | Antonin Canavese       | França  | +6' 23"    |
| 10   | Luigi Malabrocca       | Itàlia  | +7' 00"    |

## Medaller
| Posició | País   | Or | Plata | Bronze | Total |
| 1       | França | 1  | 1     | 0      | 2     |
| 2       | Suïssa | 0  | 0     | 1      | 1     |